# Rogliano (Francia)
Rogliano (in corso Ruglianu) è un comune francese di 571 abitanti situato nel dipartimento dell'Alta Corsica nella regione della Corsica. È la capitale storica del Capo Corso e il capoluogo del cantone di Capobianco.

## Geografia
Rogliano sorge alle pendici del monte Poggio, nell'estremità settentrionale della penisola del Capo Corso. La sua posizione, a 40 km a nord-ovest di Bastia, lo rende il comune più settentrionale dell'isola. Il comune di Rogliano è formato dalle borgate di Bettolacce, Campiano, Quercioli, Olivo, Vignale, Magna Soprana, Magna Sottana e Macinaggio.
È inoltre la località còrsa più vicina alla penisola, infatti dista 83 km da Porto di Marina di Salivoli, frazione di Piombino.

## Monumenti e luoghi d'interesse
- Castello di San Colombano
- Chiesa di Sant'Agnello
- Chiesa di Santa Maria Assunta
- Chiesa di Santa Chiara
- Convento di San Francesco

## Società

### Evoluzione demografica
Abitanti censiti